# 斑紋裸吻魚
斑紋裸吻魚（學名：Psilorhynchus maculatus）為輻鰭魚綱鯉形目裸吻魚科的一個種，分布於亞洲印度曼尼普爾邦查盧河流域，體長可達6.1公分，棲息在沙石底質、水流快速的溪流，屬底棲性，生活習性不明。